# Zombies, Run!
Zombies, Run! (с англ. — «Зомби, Беги!») — мобильная игра 2012 года, совместно разработанная и опубликованная британской студией Six to Start и Наоми Олдермен для платформ iOS и Android.

## Разработка
Идея разработки игры пришла в голову Наоми Олдермен, когда она занималась бегом. Во время урока инструктор спросил слушателей, почему они научиться бегать, и одна из них ответила: «Я хочу быть в состоянии убежать от орды зомби».

### The Walk
Six to Start и Олдермен также разработали The Walk, похожую игру, стимулирующую повышенную физическую активность в течение дня. Приложение спонсировалось Национальной службой здравоохранения и Министерством здравоохранения Великобритании и стало первой игрой, получившей их финансирование.

## Критика
Zombies, Run! стала самым продаваемым приложением в категории Health & Fitness в App Store. Средняя оценка Zombies, Run! на Metacritic составляет 71 балл.
В обзоре USA Today говорилось: «если вы поклонник радио, историй о зомби или вам нужен дополнительный стимул, чтобы привести себя в форму в этом году, то Zombies, Run! — выдающаяся игра по концепции и исполнению». Кэленн Хоган из Washington Post отметила, что интерес к приложению у неё сохранился даже через несколько недель после начала пользования.